# ZK 383
Le ZK 383 est pistolet-mitrailleur produit en tchécoslovaque pendant les années 1930 et 1940. Elle a principalement été utilisée par l’armée tchécoslovaque, puis, après 1938, par la Waffen-SS.

## Histoire
Le ZK 383 est conçu au début des années 1930. Elle est d’abord utilisée par l’armée tchécoslovaque, puis, lorsque les Allemands annexent la Tchécoslovaquie en 1938, ils poursuivent la production pour leur propre usage. L’arme est alors fournie, sous le nom de Vz 9, aux unités de la Waffen-SS combattant sur le front de l’Est.

## Utilisateurs
Outre son utilisation par l’armée tchécoslovaque et les SS allemands, l’arme a également été exportée en Bulgarie, au Brésil, au Venezuela. En Tchécoslovaquie même, la police a utilisé une variante spéciale, le ZK 383P.

## Caractéristiques
Bien qu’appartenant à la catégorie des pistolets-mitrailleurs, le ZK 383 incorpore certains éléments propres aux mitrailleuses légères. Ce mélange entre deux rôle paraissant contradictoires est directement lié à la doctrine de l’armée tchécoslovaque, qui utilise les pistolets-mitrailleurs à la manière des mitrailleuses légères. Pour répondre à ce besoin, l’arme possède deux caractéristiques inhabituelles : elle est d’une part dotée d’un bipied et, d’autre part, il est possible de choisir entre une cadence de tir de 500 ou 700 coups par minute. La première est utilisée lorsque l’arme sert de mitrailleuse et s’obtient par l’ajout d’un poids de 170 g à la culasse. Cette fonctionnalité n’a été utilisée que par les tchèques, les autres utilisateurs laissant l’arme réglée à sa cadence maximale.
La version utilisée par la police tchécoslovaque, le ZK 383, se distingue de l’arme originale par l’absence de bipied.